# Segurança em redes móveis
A norma ISO IEC 17799[17] considera que a confidencialidade, a integridade, a disponibilidade e a autenticidade são os elementos fundamentais para considerar uma rede segura.

## Rede Móvel 1G – AMPS
Quando desenvolvido, essa topologia de redes não oferecia sistemas de criptografia, com isso, qualquer pessoa que coletasse os dados na interface aérea poderia facilmente decodificar os dados. A partir dos anos 90 era bastante comum essa prática, onde um indivíduo que possuísse equipamentos especializados como um RF Scanner UHF que demodula sinais FM, por exemplo, poderia facilmente ouvir ou até mesmo reproduzir conversas confidenciais, quebrando assim, o sigilo telefônico.

## Rede Móvel 2G – GSM/GPRS/EDGE
Comparando com os métodos das redes da geração anterior, a tecnologia 2G teve uma significativa melhora no processo de autenticação e confidencialidade dos usuários. Com isso, além da utilização do SIM Card obteve-se também a utilização dos algoritmos A3/A8 junto ao AuC, e através disso a clonagem de telefones reduziu bastante. Vale a pena citar que houve também a adoção de algoritmos de cifragem A5.1, A5.2 e A5.3 na interface aérea, o que garantiu uma maior segurança quando se trata das informações. Porém, com passar do tempo todos os algoritmos de criptografia e autenticação mencionados, anteriormente, acabaram se mostrando fracos e assim, acabaram sendo quebrados, tendo no A5 (tanto na versão 1 quanto a 2) os pontos de vulnerabilidade mais explorados.
Esta nova geração foi bastante revolucionária em termos de segurança se for comparado à anterior, porém, ainda não foi bastante o suficiente para evitar outras formas de ataques.

## Rede Móvel 3G – UMTS
A rede 3G, quando se trata de segurança, o processo de uso do TMSI e TLLI é idêntico das redes GSM/EDGE/GPRS sendo que e isso facilita bastante para que se tenha interoperabilidade entre redes 2G e 3G. Com o uso do uSIM técnicas inovadoras de autenticação se tornaram possíveis. Além disso, o tamanho das chaves foi aumentado de 64bits para 128bits, dificultando ainda mais contra a quebra de segurança, inviabilizando os diversos ataques que ocorriam nas redes móveis. Foi criada também uma camada de segurança, onde nela os métodos de autenticação, cifragem e integridade são aplicados. Com o intuito de aumentar a confidencialidade, somente o algoritmo UEA1 (AES) é utilizado, por ser o mais forte e, através do algoritmo AKA é feita a autenticação do terminal com a rede, comparando como nos sistemas 2G, mas também a autenticação da rede ao terminal.

## Rede Móvel 4G
O princípio de desenvolvimento da nova geração dos dispositivos de comunicação móveis foi de ser totalmente desenvolvido através do IP, ou seja, todos os elementos, com exceção do terminal, devem fazer a troca de comunicação por interfaces IP. Sendo assim, diversas técnicas de integridade, autenticação e confidencialidade existentes e utilizadas nas redes IP são contidas no 4G. O IPSec, o CMP (Certificate Management Protocol ) e o TLS ( Transport Layer Security ) são exemplos das técnicas empregadas nesta nova geração. No LTE o modo de cifragem é aplicada para os dados de usuário e de controle, e a proteção de integridade é aplicada somente para os dados de controle, através do protocolo PDCP (Packet Data Convergence Protocol). 
Através do PDCP é feito o controle da quantidade de pacotes enviados e recebidos (COUNT) e também o controle da sequência dos pacotes. Com esse procedimento diversos ataques são bastante dificultados, como o do tipo replay attack (onde o invasor tenta reenviar um pacote capturado anteriormente). A utilização do valor COUNT também faz a prevenção ao sistema de ataques contra as chaves de autenticação e cifragem; dessa forma, o sistema usa chaves que não são relacionadas entre dois pacotes transmitidos.
Requisitos básicos de segurança:
- A segurança neste tipo de infraestrutura (LTE) no mínimo deve oferecer o mesmo nível de segurança fornecido pelos serviços 3G;
- As medidas de segurança a serem tomadas não devem, de modo algum, afetar a conveniência do usuário;
- Deve haver a prevenção de ataques gerados da Internet;
- Todas as medidas de segurança devem ser compatíveis e atribuir a transição com a tecnologia 3G.